# مستشفى مصراتة المركزي
مستشفى مصراتة المركزي، افتتح بتاريخ 1 يناير 1975، وهي تقع داخل نطاق مدينة مصراتة، ليبيا. مساحتها الكلية التقريبية 12 الف متر مربع، ومصنفة من المرافق الخدمية، وعدد الاسرة 480 سرير.
بعد اكتمال الصيانة، سوف يكون عدد الاسرة 720 سريراً، ويحتوى على عدة اقسام طبية، وطبية مساعدة، وتسييريه، وعدد الكادر الوظيفي العامل بالمستشفى حتى عام 2014 هو (1679 موظفا)، بجميع التخصصات،

## مكاتب، وإدارات المستشفى
يوجد في المستشفى، 13 مكتب لتسيير العمل، و8 ادارات، وكل إدارة بها عدة اقسام لتسيير العمل.
- إدارة الشئون الادارية والخدمات بها 9 اقسام.
- إدارة الشئون المالية بها 6 اقسام.
- إدارة المخازن والمشتريات 5 اقسام.
- إدارة الشئون الفنية والهندسية 5 اقسام.
- إدارة الصيدلة 4 اقسام.
- إدارة شئون التمريض5 اقسام.
- إدارة التجهيزات والمعدات والمستلزمات 4 اقسام.
- إدارة الشئون الطبية 17 قسم وهي:

1. قسم امراض الباطنية
2. قسم الجراحة العامة
3. قسم طب وامراض الأطفال
4. قسم امراض النساء والتوليد
5. قسم الاشعة التشخيصية
6. قسم الإسعاف والطوارئ
7. قسم المختبرات الطبية
8. قسم الرعاية الصحية الاولية
9. قسم طب وجراحة العظام
10. قسم طب وجراحة المسالك البولية
11. قسم التخدير والعناية الفائقة
12. قسم الانف والاذن والحنجرة
13. قسم العلاج الطبيعي
14. قسم الامراض السارية
15. قسم طب وجراحة العيون
16. قسم الامراض الجلدية
17. قسم الخدمة الاجتماعية والنفسية

اخر تطوير وتحسين واضافة مرافق شهر 07/2007م وهو يقوم بجميع التخصصات الطبية التي يحتاجها المريض. اضيفت 215 سرير ببناء منفصل جديد سنة 2011 نفذت من قبل شركة التقنيات المدعومة للمشاريع المتعددة - بروتكنيك بمساحة 2345677 متر مربع

## العمليات الجراحية
أقيمت في المستشفى العديد من العمليات الجراحية الصعبة والتي تكللت بالنجاح بفضل الله اولا ثم بفضل الطاقم الطبي المتميز ولعلّ أبرز هذه العمليات الجراحية هي عملية أجريت في 1/3/2015 للشاب محمد الرعيض البالغ من العمر حينها 14 عاماً لتثبيت قطعة من البلاتين على الفك السفلي وكانت هذه العملية هي الأولى من نوعها في هذه المستشفى وهي الأولى على نطاق ليبيا بالكامل وحمدا لله كانت العملية ناجحه 100%
‌